# 美醜の大地〜復讐のために顔を捨てた女〜
『美醜の大地〜復讐のために顔を捨てた女〜』（びしゅうのだいち〜ふくしゅうのためにかおをすてたおんな〜）は、藤森治見による日本の漫画作品。『まんがグリム童話』（ぶんか社）にて、2016年4月号より連載中。

## 概要
物語は終戦間際、女学校時代に（主に醜貌を原因に）同級生グループからの残忍ないじめ・社会的偏見・差別の果てに巻き込まれたソ連軍樺太侵略（三船殉難事件）によって家族を失った女性が、過去を捨て美容整形手術によって容貌を変え身寄りを隠し、過去の苛めを行なった同級生グループ達への復讐を果たし続ける物語。
電子書店にて本作の単行本が先行配信され、紙の単行本第1巻の帯によると「デジタル配信80万DL超」となるほど話題となる。2017年7月、単行本を刊行。2019年7月1日にぶんか社による漫画サイト「マンガよもんが」がリリースされた際には、本作がサービス開始時の100作品のうちの1作に選出されている。
2021年6月、本作がビーグリーよりアプリゲーム化される。2022年3月、ぶんか社によるYouTubeチャンネル「禁断書店」が開設され、漫画にセリフが当てられた動画が公開となり、本作も動画化される。同年6月に発表された『まんが王国』2022年上半期人気漫画ランキングにて、総合ランキングで6位を獲得。

## 登場人物
声の項はYouTubeの動画の声優。

### 主要人物
市村ハナ（いちむら ハナ）
声 - 今井麻美
本作の主人公。昭和2年生まれ。本来は家族思いで思いやりのある優しい性格だが、女学生時代、家庭が貧しい事や恵まれない外見のせいで絢子を中心としたグループから理不尽ないじめに遭う。樺太引き揚げの際にいじめグループの行動によって母親と弟を亡くし、彼女たちに復讐することを決意する。
復讐を果たすために街娼となり顔を隠して夜な夜な身体を売り、貯めた資金で整形手術を受けて美女に生まれ変わった。闇市で買った他人の戸籍を乗っ取って「小石川菜穂子（こいしかわ なおこ）」を名乗り、整形手術後はその美貌と生来の人柄の良さから綿貫や深見などの多くの男性を虜にしている。
整形手術後に内田から整形前の素顔をモデルにした仮面を贈られており、ターゲットを追いつめた際はこの仮面を纏った姿で現れ、ターゲットを破滅に追い込む。女学校に入学して間もない頃、初対面で首を絞めてきた絢子の異常性を知っており、今も密かに畏怖の念を抱く。
高嶋津絢子（たかしまづ あやこ）
声 - 長谷川玲奈
いじめグループのリーダー格。高嶋津財閥（帝王製紙）の令嬢で、美しい容姿とは裏腹に極めて冷酷かつ残虐な性格の持ち主。頭脳も優秀である。ロングヘアをハーフアップにしてリボンを結んでおり、私服は白か黒しか身に付けない。終戦後は札幌に戻り、白川グループの御曹司・清二郎と婚約・結婚し、挙式準備を進めつつ裕福な生活を送っている。
女学生時代にハナをいじめていたグループの中心人物であったが、自身は敏恵らに間接的な指示をするのみで直接危害を加えることはほとんどなかった。樺太から北海道へ向かう引き上げ船に乗り込んだハナに泥棒の冤罪をかけ、船から追い出されたハナが家族を喪う元凶となる。ハナにとっては最も憎悪を向ける相手。
北海道への引き揚げ後、ハナが乗った船がソ連軍に襲撃され、名前が生存者名簿に載っていないのを知ったいじめグループの他の女生徒はさすがに動揺し罪悪感を抱く者もいた中、唯一人何も感じていなかった。
冷たい雰囲気で、常に無表情で何事にも無関心だが、ハナのことを初対面時から「きれい」と言い、普段の立ち振る舞いから考えられない程の強い執着心を向けている。

### 主要人物の関係者
内田胤篤（うちだ さねあつ）
声 - 白井悠介
ハナに整形を施した闇医者。元軍医で、ドイツへの留学経験がある。人の顔や情報をなかなか覚えない質だが、何故かハナの事はすぐに覚えた。患者に施術する際に必ずその『理由』を問う習慣があり、「絢子達への復讐のために顔を変えてほしい」というハナの動機を聞いて興味を持ち、手術を請け負った。右脚が不自由で杖で歩行する。
医師としての腕と見解は確かだが生活能力は欠いており、抜けたところがある。
菊乃（きくの）
声 - 道井悠
ハナの協力者の一人で、内田の助手。明るい色のショートヘアで両耳にイヤリングを付けている。性転換手術を受けた元男性（ニューハーフ）で、幼少の頃から性同一性障害に悩み、周囲からいじめや暴力を受けていた。しかし、従軍した先で空襲で負傷した際に運び込まれた病院で出会った内田に救われて女性に生まれ変わった。内田に対して密かな想いを寄せている。意外に腕っ節が強く、有事の際は内田の護身にその能力を遺憾なく発揮している。
端麗な容姿の持ち主で、百子への復讐では男装して「杏一郎（きょういちろう）」を名乗り、持ち前の美貌で百子を虜にした。
ハナの唯一の理解者で弱音を吐ける相手でもあり、菊乃自身も自分と似た境遇のハナを常に気にかけている。両親はいるが、家出しても捜索されることなく疎遠になっている。
綿貫晋平（わたぬき しんぺい）
声 - 酒井広大
『月刊道民』の記者。童顔でいつも帽子を被っている。函館市にあるスミ子と菜穂子（ハナ）が働いていた喫茶店の常連客。スミ子の事件がきっかけとなり、独自に調査を進め、ハナの存在に行き着き正体を探ろうとしている。菜穂子に一目惚れし、彼女に密かな恋心を寄せているが、その正体がハナであることには気付いていない。幼年時に雑誌記者だった父を特高警察に逮捕されて獄中で亡くし、周囲から「非国民の息子」と蔑まれ、いじめに遭って育った過去を持つ。福井に実家があり、母は健在。大学進学を機に本州から北海道に渡り、人脈と交友関係はその大学時代にに築いたもの。
明るく純真だが情報入手のためにカマを掛ける等、駆け引きでは油断ならない一面を持つ。一方、喧嘩や荒事は本人も「空っきし」と自負している。
深見栄一（ふかみ えいいち）
声 - 阿部大樹、幼少：工藤舞子
ハナの協力者の一人。職業は弁護士。眉目秀麗。桐谷ヤエ子との一件をきっかけにハナに接触し、手を組む。過去に父親が経営していた材木業の会社を高嶋津財閥に買収されたことで家族が分裂したため、高嶋津家に恨みを抱いている。高嶋津財閥によって家を経済的に追い詰められ、母は家計のために父と離婚し、身売りする形で高嶋津家に再嫁した。その後、父は悲しみから酒浸りになった挙句自殺している。高嶋津家で母が産んだ娘が絢子であり、絢子とは異父兄妹にあたる。深見姓は父と死別した後、引き取られた叔父夫婦のもの。養父からは将来は医師となり、従姉にあたる義姉の許婚となることを強要された。容姿・内面の醜い養母と義姉から少年期に性的虐待を受ける。これが決定打となり以降は母を含めた女性全般に嫌悪を抱いている。日々の虐待に堪えかね、泳げない養母と義姉を湖遊びに誘い、乗ったボートを転覆させて計画的に事故に見せかけて殺害した。弁護士だが、荒事に長けている。
鶴田眞蔵（つるた しんぞう）
ハナの協力者の一人。ヤクザ。孤児院を支援しており、義に厚く優しい性格。内田とは顔馴染み。髪を撫でつけ、左目と右口元に傷跡がある。
ハナが娼婦として働いていた際、金銭面的に援助し内田を紹介した。ハナの元の容貌を知っていながら、彼女の肢体とその根性を気に入り、惚れ込んでいる。
白川清二郎（しらかわ せいじろう）
声 - 戸松拳也
見合いと婚約を経て結婚した絢子の夫。白川グループの御曹司。異常な性癖を持つ問題児で、縁談成立以前は女癖も悪く両親も手を焼いていた。白川家の末息子で両親、とりわけ母親からは溺愛されている。妻の絢子を盲愛しており、頭が上がらない。多くの拷問具を取り揃えた地下室を所持している。
階段から落ちた絢子をかばって左目を負傷し失明。以降は眼帯をしている。
加也（かや）
左目元にほくろがある和装の女性。森哉の双子の姉。清二郎の使用人で汚れ仕事を請け負っている。清二郎が絢子と婚約・結婚する前は彼の異常性癖の相手をする女性を探し連れて行く役割を務めていた。子供には優しい一面がある。
森哉（しんや）
右目元にほくろがある洋装の男性。加也の双子の弟。加也と同じく清二郎の使用人で汚れ仕事を請け負っている。清二郎が絢子と婚約・結婚する前は彼に嬲られて「壊れた」女性を秘密裏に処理する役割を務めていた。刃物の扱いと身体能力に長けている。
ハナの父
「これからの時代は女も学を身につけるべき」という当時としては開明的な考えを持った人物で娘のハナを女学校に通わせる。少なくともハナの女学校1年生時には家族と同居し健在であったが、その後は不明。
ハナの母
女手一つで家計を支えて、貧しいながらも娘のハナを女学校に通わせるなど、優しく娘思いな性格。眉や目元がハナと似ている。ハナが退学処分となった際にもハナを責める事はなく優しく励ます。ソ連軍の襲撃により死亡。
留吉（とめきち）
ハナの弟。ハナとは似ておらず、可愛いらしい顔立ちをしている。まだ幼く、自分を可愛がる姉のハナを慕っていた。ソ連軍の襲撃に遭い、母の死を見たハナに陸まで連れられるもののすでに事切れていた。

### ハナの復讐対象
内海敏恵（うつみ としえ）
声 - 原奈津子
ハナをいじめていたグループの一人。グループの副リーダー格でショートヘアの美人。サバサバしているようで自己中心的かつ攻撃的な性格をしており、感情的になりやすい。ハナへのいじめの主な実行犯で百子、スミ子、サチを先導し、積極的に酷いいじめを行っていた。女学校卒業後は川上町で見合い結婚し、夫の辰雄とともに旅館を経営していた。
ハナの1人目のターゲット。旅館の若女将として順風満帆な生活を送っていたが、美貌と人当たりの良さで従業員や客から慕われる菜穂子（ハナ）に嫉妬してヒステリックな一面を見せるようになる。次第に夫の心が離れていくのを感じて焦り、菜穂子に窃盗の罪を着せて陥れようと計画するが、逆に自分が罠に嵌ってしまい顔に修復不可能な傷を負う。この一件で夫から離縁を言い渡され、旅館からも追い出された。実家からも勘当同然の扱いを受ける。
離縁後は療養所に送られたが、ほどなくして脱走。ハナに復讐しようと動き出す。以後は自身の目的のためならば罪のない人たちを殺めるなど凶暴さを見せる。
小倉百子（おぐら ももこ）
声 - 福積沙耶
ハナをいじめていたグループの一人。おかっぱが似合い、小柄で可愛らしい容姿をしている。受け身な性格ながら、ハナを陥れるための手紙を用意するなど陰湿ないじめを行っていた人物。ハナへのいじめにはそこまで積極的ではなかったが、保身のために絢子や敏恵に協力していた。女学校卒業後は別海町に引き揚げ、両親と共に祖父母の農場で働いていた。
いわゆる天然な所があり、樺太から引き揚げた後はハナのことを忘れていた。母親によると学業成績はあまり芳しくなかったらしい。甘えたがりかつ夢見がちで、何事に際しても受け身の姿勢が目立ち、慎重さに欠いた危うい一面を持つ。
都会育ちのため田舎暮らしに馴染めなかった上に、両親の紹介で好色で外見も醜い熊造と政略結婚させられそうになり、絶望していたところ、菊乃扮する杏一郎と出逢い、一目惚れする。
ハナの2人目のターゲット。杏一郎（男装した菊乃）に一目惚れして駆け落ちを決意し、デートを重ねていくにつれて結婚を申し込まれるも、ハナに嵌められて借金を背負わされ、そのカタとして売春宿へ売り飛ばされてしまい、熊造をはじめとする男達に陵辱され続けた結果、その辛さから終始泣き続けていたため、それを見かねた売春宿の従業員から勧められた薬物に依存し、精神が崩壊した。その後は実家へ戻されたが、正気を失って痩せ細り廃人同然となり親から介護を受ける生活を送っている。自分が売春宿に売り飛ばされたことも忘れて未だに杏一郎を求めており、若い男性を見ると杏一郎だと思い込んで一方的に迫ってくる。
祖母と綿貫の通話を漏れ聞いて杏一郎が札幌にいると知ると、わずかに正気を取り戻す。身支度を整えると別海町の家を脱走、夜な夜な街で男性に声を掛けて体を売っては、取った客を殺害して所持金を奪い、路銀を作りながら札幌に向かう。
奥田スミ子（おくだ スミこ）
声 - 浅見春那
ハナをいじめていたグループの一人。女学生時代から髪を長く伸ばして結んでいる。
自分が美人であることを自覚しており、「美しさを生まれ持った人間は天に選ばれた存在」と豪語する勝ち気な性格。敏恵のような暴力は振るわないが、ハサミでハナの顔を傷つけたことがあり、グループの中では大人しいサチや百子から止められる程いじめ方が過激だった。人目がないと行儀が悪く、読み物をしながら一人で喫煙している場面が描かれている。
外見が醜い者は蔑むが、自分同様に美形の者には寛容で、嫉妬せず仲間意識を持って接する。
ハナの3人目のターゲット。女学校卒業後は一家で漁業町にある伯父の元に身を寄せていたが、貧しく納屋での窮屈な暮らしに嫌気が差し、単身函館市へ渡る。喫茶店に女給として勤め、看板娘として持ち前の美貌で男性客からもてはやされていた。ストーカー行為に悩まされ、一連の行為を常連客の一人である中川の仕業と思い込み、取り巻きを使って中川を袋叩きにして罵詈雑言を浴びせる。このことで中川から恨みを買い、硫酸をかけられて顔に大火傷を負った。綿貫の調査で手紙は中川が書いたものではなく女性が書いたものであると判明してショックを受けていたところ、窓の外にハナの姿を見つけ、我を忘れてハナの後を追って車道に飛び出したところを車に轢かれて死亡する。
瀬尾サチ（せのお サチ）
声 - 川内理穂
ハナをいじめていたグループの一人。顔が可愛らしく、所々跳ねた癖のある髪が特徴。女学校進学前は周りから「神童」と呼ばれ、学業優秀なことが自慢だった。そのため、顔が醜く家が貧しいが、自分よりも成績の良いハナを妬んでいじめに加担していた。女学校卒業後、父が事業に失敗したことで多額の負債を抱え、母は心を病んで自殺。自身は借金返済のために体を売っていたが、客の子供を身ごもったのちに息子・進司を出産して愛情に目覚め、旭川市の祖母・ハツの元に身を寄せていた。職を求めて街に出た際に偶然絢子と再会し、高嶋津家の使用人として雇われる。絢子の婚約者・清二郎の異常な趣味の相手をして耐え、高い給金を得ていた。
ハナの4人目のターゲット。ハナに嵌められて底なし沼に沈められるが、ある理由でハナに見逃される。高嶋津家には戻らず、息子のために生まれ変わろうと決心する。宛はないが母子で祖母の元を去り、小樽市に行き着く。住居の隣人夫婦に進司を預かってもらいながら生計を立て、楽ではないものの穏和な生活を送っていたが、ハナへの復讐に燃える敏恵によって旭川の祖母と隣人夫婦を殺害され、息子を人質に取られてしまい、敏恵に協力せざるを得なくなってしまう。いじめグループの中で唯一改心した人物。
常岡久次（つねおか ひさじ）
ハナの女学校時代の担任。丸眼鏡を掛け、鼻下に髭を貯えた中年男性。既婚者。クラスで起こった窃盗事件についてろくに調査をせず、醜く貧しいハナを犯人だと決めつけて退学に追い込んだ。沈没事故後も夕張市で教師を続けており、外見が醜い生徒を差別していた。夜の繁華街で、教師でありながら深酒している自分のことは棚に上げ、バイト中の笹本を見つけて絡み、彼女を貶めていた。
ハナの5人目のターゲット。駅で泥酔していたところストーブに顔面を当てられ、失明し口もきけなくなるほどの大火傷を負う。
桐谷ヤエ子（きりたに ヤエこ）
声 - MAKIKO
ハナの同級生。額を出したショートヘア。普段は自己保身のためハナのいじめは見てみぬふりをしており、いじめには直接関わっていなかったが、一度絢子達に声を掛けられて促され、いじめに加わったことがある。厄介事には巻き込まれたくない、苦労したくない、自分さえ幸せでいたいという利己主義者で虚栄心が強い性格。着飾ることを好む。
樺太引き揚げの際には一足先に親戚と本土に渡っていたため、引き揚げ船での事件とハナが事故に遭ったことを知らなかった。
女学校卒業後は室蘭市の縫製学校でデパートの縫製部門を目指していたものの、実家の父が身体を壊したことで中退せざるを得なくなり、水産加工場で働くようになる。食べるのがやっとの生活に不満を募らせていた中、街中でぶつかった通行人が落とした財布の大金をネコババしたことをきっかけに、他所の家に空き巣に入っては窃盗を繰り返し、高価な服を買い漁っては同級生に自慢するようになる。この頃に医師である弘と出会い、婚約した。
当初ハナのターゲットには含まれていなかったものの、偶然街でハナと再会した際に「絢子への道の妨げになる」と判断され、6人目のターゲットとなった。ハナに窃盗癖があることを見抜かれ、盗品を身に付けるよう仕向けられる。ホテルでの会食の場で窃盗の罪を追及され、弘とその友人たちの目の前で警察に連行された。逮捕後は弘の手引きで深見による弁護を受けるが、拘置所内で首吊り自殺をする。遺骨は母親が引き取り、根室の実家に持ち帰った。

### その他の人物
中西 (なかにし)
ハナ達が通っていた女学校の男性教師。太って容貌が醜い上、女生徒達をいやらしい目つきで見るために、陰では「ブタ西」と呼ばれて非常に評判が悪い。絢子達いじめグループから差出人をハナと偽った卑猥な恋文を捏造して渡される。恋文の内容を信じ込み、ハナの身体目当てで襲いかかろうとしたが失敗する。その事を逆恨みし、ハナに対して冷淡な態度を取るようになった。
瀬尾進司（せのお しんじ）
声 - 工藤舞子
サチの一人息子。母親思いで天真爛漫な心優しい性格。可愛い男の子でまだ幼く、舌足らずな言葉を話す。ハナが度々進司に留吉の面影を重ねていたため、サチを復讐のターゲットから外す。この時の出来事からサチが改心するきっかけを作った。サチと共に旭川市の曾祖母宅を後にし、行き着いた小樽市で母が仕事に行っている間は住居の隣人夫婦に面倒を見てもらいながら平穏に暮らしていたが、サチを訪ねてきた敏恵に隣人夫婦を殺害され、ハナへの復讐にサチへの協力を強いるための人質にされる。
後にサチを利用しようとする敏恵によってサチと引き離されて高嶋津邸に預けられていたが、高嶋津邸の火災直前にハナの手で救出される。その後は鶴田によって養護施設「つくし苑」に預けられた。
未就学だが聡明で、母と曾祖母に教わった平仮名の読み書きができる。
瀬尾ハツ（せのお はつ）
旭川市に一人で住んでいたサチの祖母。優しい人柄で、未婚の母となって身を寄せてきた孫娘を受け入れ、サチが高島津家に務めに出ている間はひ孫・進司の面倒を見ていた。ハナに復讐されたサチから身を案じられ、進司を連れて家を出ていかれてからは独居に戻る。突然訪ねて来た敏恵にサチの居場所を問い質されたが、黙秘を貫いて殺害される。享年61歳。後に事件は明るみになり、『独居老女殺人事件』という見出しで新聞に掲載され、警察も捜査に乗り出す。記事に書かれた名前と年齢を綿貫が確認している。
相原（あいはら）
綿貫の大学時代の後輩で警察官。実家は大きな農家で跡取りの長男。大柄で正義感が強い性格。綿貫から手渡された菜穂子の手紙と手鏡の鑑定を行う。部外者からの依頼で鑑識を使うことに警察官として難色を示すが、食い意地が張っており綿貫からラーメンを奢るという条件を提示されて了承する。少年時代に憧れていた年上の女学生が強姦殺人に遭い、犯人の男が証拠不十分としてすぐ釈放されたことを機に悪事を働いてもを罪に問われない人間がいることを知り、刑事を志す。
『独居老女殺人事件』の捜査担当で、負傷で入院した綿貫を見舞った際に面会に来たサチを単独で尾行する。隠れて敏恵とサチの話の内容を聞き、敏恵が担当事件の犯人であると知るとを捕えて連行しようとするが、敏恵が息子の居場所を明かさなかったため錯乱したサチに刺殺され、現場に現れた森哉に遺体を解体された。
辰雄（たつお）
敏恵の元夫で、大塚旅館の跡取り息子。
元々敏恵との見合いに乗り気ではなく、菜穂子（ハナ）を雇ってからは彼女の美貌と人柄の良さに惚れ込み、心変わりしてしまう。旅館での一連の騒動後、敏恵と離縁し、彼女を療養所へ送った。ハナが敏恵への復讐を達成して旅館を去ったその後も懸命に菜穂子の行方を捜している。コンタクトを取ってきた綿貫の取材・調査に応じる。同行した宿泊先で、留守にした綿貫が「外出しないように」と言い付けたのを守らずに勝手に夜の街に繰り出し、声を掛けられた百子を買う。
長谷川熊造（はせがわ くまぞう）
百子の婚約者。大きな農場を営んでいる独身の中年男性。よく太った顔の醜い好色漢で、初対面から百子に抱く劣情を態度や言葉に隠さず、その醜悪さで彼女に絶望を与える。ハナの復讐によって百子が売春宿に売られてからは、客として百子を買っていた。売春宿で百子が精神に異常をきたし実家に戻されてからは登場せずその後の動向は不明。
中川（なかがわ）
スミ子が勤める喫茶店の常連客。自動車修理を生業としており、家族はおらず天涯孤独の身。経済的に貧しく容姿にも恵まれず、口数が少ない。一方、外見に反した純粋な心の持ち主。
スミ子の笑顔に惚れ込んで店に通っていたが、当のスミ子には外見の醜さから煙たがられていた。スミ子の性格と彼女との関係をハナの策謀に利用される。
スミ子が欲しがっていた香水をなけなしの貯金をはたいて購入し、渡すつもりでいたところをスミ子に嫌がらせの犯人だと誤解され、彼女から屈辱的な言葉を浴びせられて失望。スミ子の顔に硫酸をかけ、警察に逮捕された。
喫茶店のマスター
スミ子が勤める喫茶店のマスター。名前不明。糸目でカイゼル髭を貯えている。温厚な人柄で常連客から慕われている。漂着物を集めるのが趣味。菜穂子が去って落ち込んでいた綿貫に、彼女が忘れていった手鏡を渡す。
店を訪れた敏恵に菜穂子の消息を尋ねられるが、敏恵の高圧的な態度に反発して突っぱねたため、逆上した敏恵に刺殺される。彼の死後、店は容姿が瓜二つの弟によって引き継がれた。
笹本（ささもと）
声 - 工藤舞子
女学生。かつてのハナ同様、母子家庭で育ち、家計を助ける為に夜の繁華街でバイトもこなしていたが、外見が醜いという理由で常岡に差別され、他の生徒たちからいじめを受けていた。窃盗の濡れ衣を着せられて一時は退学に追い込まれていたが、数少ない理解者である教師・田中の尽力で復学した。
田中（たなか）
声 - 彩月奏恵
女学校に勤める女性教師。温厚な性格で笹本の数少ない理解者。人柄も優れているが容姿も美人である。いじめや常岡からの差別に苦しむ笹本のことを常に気にかけており、彼女が濡れ衣を着せられて退学に追い込まれた際には真犯人を突き止め、復学させた。外見が醜い生徒を差別する常岡のことを内心快く思っていない。
弘（ひろし）
ヤエ子の婚約者。職業は医師。深見の知人。ヤエ子を友人たちに紹介しようとホテルでの会食を計画するが、会食の場でヤエ子が窃盗の罪を追及されて連行されたことでショックを受ける。ヤエ子との婚約は破談となったが、深見にヤエ子の弁護を依頼する。

## 書誌情報
- 藤森治見『美醜の大地〜復讐のために顔を捨てた女〜』ぶんか社〈ぶんか社コミックス〉、既刊5巻（2020年8月17日現在）
  1. 2017年7月15日発売[45]、ISBN 978-4-8211-3482-3
  2. 2019年4月17日発売[46]、ISBN 978-4-8211-3781-7
  3. 2019年4月17日発売[47]、ISBN 978-4-8211-3782-4
  4. 2020年8月17日発売[48]、ISBN 978-4-8211-3943-9
  5. 2020年8月17日発売[49]、ISBN 978-4-8211-3944-6

## ゲーム
2021年6月8日、ビーグリーより「すきま時間に楽しめる」ようなアプリゲームとして、本作がゲーム化された。このゲーム化は、漫画のプロモーションの一環であり、いろいろな人が本作を知り、「作品を『まんが王国』で読んでもらう」ことを目的に行われた。ゲームの内容は、プレイヤーが市村ハナの視点から選択肢を選び、ハナをいじめていた同級生に復讐していくストーリーである。